# Abu-Hafs Àhmad ibn Burd al-Àkbar
Abu-Hafs Àhmad ibn Burd al-Àkbar (àrab: أبو حفص أحمد بنن برد الأكبر, Abū Ḥafṣ Aḥmad ibn Burd al-Akbar) (mort en 1027) fou un poeta andalusí que fou visir de Còrdova sota el hàjib Abd-al-Màlik al-Mudhàffar després de l'execució d'Abu-Marwan Abd-al-Màlik ibn Idrís al-Jazirí (1004), conjuntament amb el gran cadi Ibn Dhakwan.
Va preparar el camí per al reconeixement de Sanxuelo com a hereu del califat i va redactar-ne l'acta d'investidura el 1008, així com va ocupar el govern en la seva absència. Va exercir les mateixes funcions sota Sulayman al-Mustaín (1009-1010) i sota Yahya I ibn Alí (1021-1023) que el va nomenar kàtib; després fou ministre amb Abd-ar-Rahman al-Mustàdhhir (1023-1024). El 1026 es va retirar a Saragossa on va morir el 1027.
Va deixar escrit un diwan (recull de poesia).